# Gamia
Gamia est l'un des cinq arrondissements de la commune de Bembéréké dans le département du Borgou au Bénin.

## Géographie
L'arrondissement de Gamia est situé au nord-est du Bénin et compte 10 villages que sont Bouay, Bouri, Bereke, Gamia Est, Gamia Ouest, Ganro, Guessou Nord, Kpebera, Mani Boke et Tinhoule.

## Démographie
Selon le recensement de la population de 2013 conduit par l'Institut national de la statistique et de l'analyse économique (INSAE), Gamia compte 30522 habitants  .

## Galerie

Un village avec huit huttes rondes à Gamia au Nord Bénin